# میدلتون پی. بارو
میدلتون پی. بارو (به انگلیسی: Middleton Pope Barrow) سناتور سابق عضو حزب دموکرات ایالات متحده آمریکا بود. وی در سال ۱۸۸۲ تا ۱۸۸۳ میلادی سناتور ایالت جورجیا در سنای ایالات متحده آمریکا بود.